# USS Texas (BB-35)
El USS Texas (BB-35) es un acorazado dreadnought de la clase New York de la Armada de los Estados Unidos que sirvió en ambas guerras mundiales, siendo el segundo navío de la Armada estadounidense nombrado en honor al estado de Texas. El buque fue construido el 18 de mayo de 1912 y asignado para el servicio el 12 de marzo de 1914. Actualmente se conserva como buque museo.
Es el único acorazado dreadnought que se conserva de la era de la Primera Guerra Mundial. También es notable por ser una de las siete naves restantes y el único acorazado conservado que ha servido en ambas guerras mundiales Sin embargo, no es el acorazado de acero más antiguo que sobrevive, un honor que le corresponde por doce años de anterioridad al acorazado japonés pre-dreadnought Mikasa, que fue ordenado en 1898 por la Armada Imperial Japonesa.

## Construcción

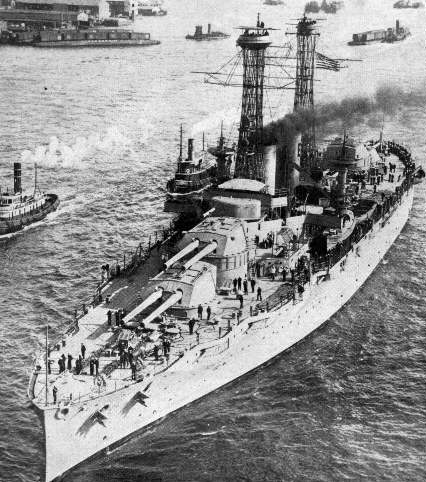
USS Texas en la Primera Guerra Mundial (después de julio de 1916 y antes de octubre de 1917): las dos grandes torres de acero son sus mástiles de celosía, que fueron reemplazados por una versión de trípode durante su revisión de modernización en 1925-1926.

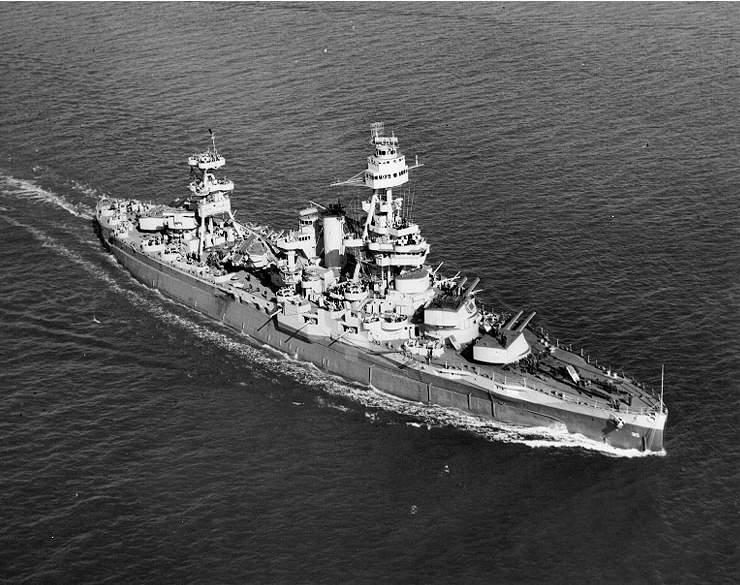
USS Texas frente a Norfolk, Virginia, 15 de marzo de 1943, durante la Segunda Guerra Mundial.

El USS Texas fue el segundo y último de los dos acorazados de la clase New York tras el USS New York (BB-34), el proyecto de construcción de ambos buques fue aprobado el 24 de junio de 1910. Las propuestas para el concurso de su construcción se admitieron entre el 27 de septiembre y el 1 de diciembre de 1910 y tras estudiarlas fue seleccionada como adjudicataria la presentada por el astillero Newport News Shipbuilding Company, del estado de Virginia, experimentados constructores navales de cuyos diques han salido buen número de los mejores navíos de guerra estadounidenses, firmando el contrato el 17 de diciembre. 
La quilla del Texas fue colocada el 17 de abril de 1911 y la botadura tuvo lugar el 18 de mayo de 1912 siendo su madrina  la señorita Claudia Lyon, hija del coronel Cecil Lyon, de Texas. Una vez efectuada la fase de construcción a flote y puesta en marcha de sistemas fue asignado el 12 de marzo de 1914 siendo su primer Comandante el capitán Albert W. Grant.
Las baterías principales del Texas eran diez cañones de 356 mm (14") que disparaban proyectiles perforantes de 640 kg. con un alcance de hasta 21 km. Completaban su armamento veintiuna piezas secundarias de 127 mm y cuatro tubos lanzatorpedos.

## Historial
Poco después de su entrada en servicio el Texas tuvo su primera intervención militar en aguas mexicanas durante el llamado Incidente de Tampico y posteriormente tuvo numerosas actuaciones en el Mar del Norte durante la Primera Guerra Mundial. Cuando Estados Unidos entró en la Segunda Guerra Mundial en diciembre de 1941 el Texas fue destinado a escoltar convoyes cruzando el Atlántico. Más avanzada la guerra prestó apoyo de artillería naval durante la campaña del Norte de África y el desembarco de Normandía (Operación Overlord), antes de ser transferido al Pacífico a finales de 1944, donde participó en la batalla de Okinawa bombardeando posiciones defensivas costeras japonesas.
El Texas fue dado de baja del servicio activo en 1948, habiendo ganado cinco Estrellas de Combate por su meritorio servicio en la 2.ª Guerra Mundial y es actualmente un buque museo cerca de Houston, Texas. Es el acorazado de tipo Dreadnought más antiguo que sobrevive a flote hoy en día. Es notable también por ser uno de los tan sólo seis buques que sobreviven hoy día en todo el mundo tras haber luchado en ambas guerras mundiales.

## Condecoraciones
El Texas ganó condecoraciones por su servicio en el Incidente Tampico, la Primera Guerra Mundial y la Segunda Guerra Mundial. Por su servicio en la Segunda Guerra Mundial el Texas obtuvo cinco estrellas de batalla, una por cada una de las principales campañas en las que participó, entre otras condecoraciones.
| Medalla de Servicio Mexicano                                       | Medalla de la Victoria Primera Guerra Mundial                                   | Medalla de Servicio de la Defensa Americana | Medalla de la Campaña Americana               |
| Medalla de la Campaña Asiática-Pacífica con 2 estrellas de batalla | Medalla de la Campaña Europea-Africana-Medio Oriente con 3 estrellas de batalla | Medalla de Victoria Segunda Guerra Mundial  | Medalla de Servicio de Ocupación de la Armada |

## Galería

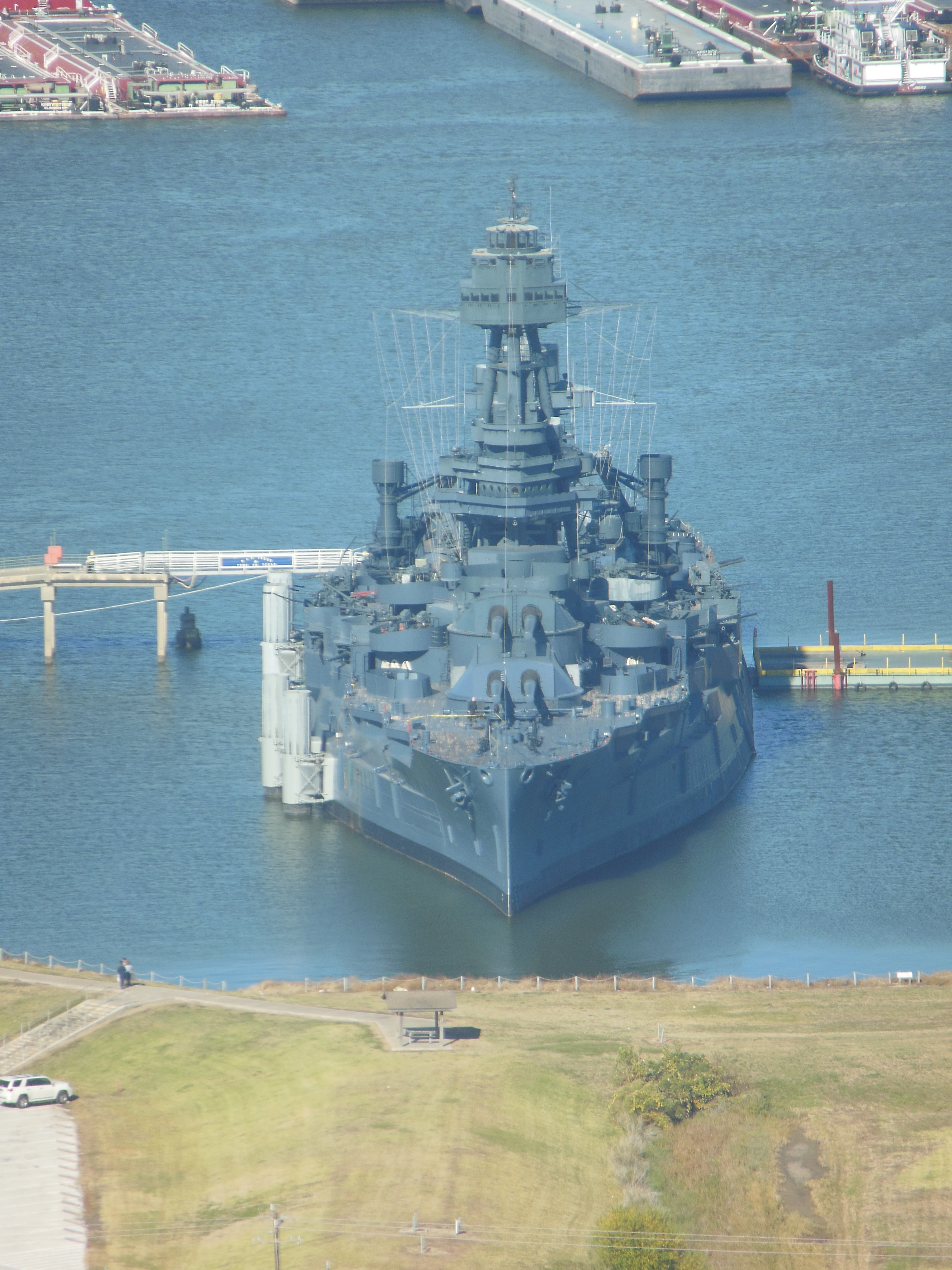
Vista de proa, año 2014
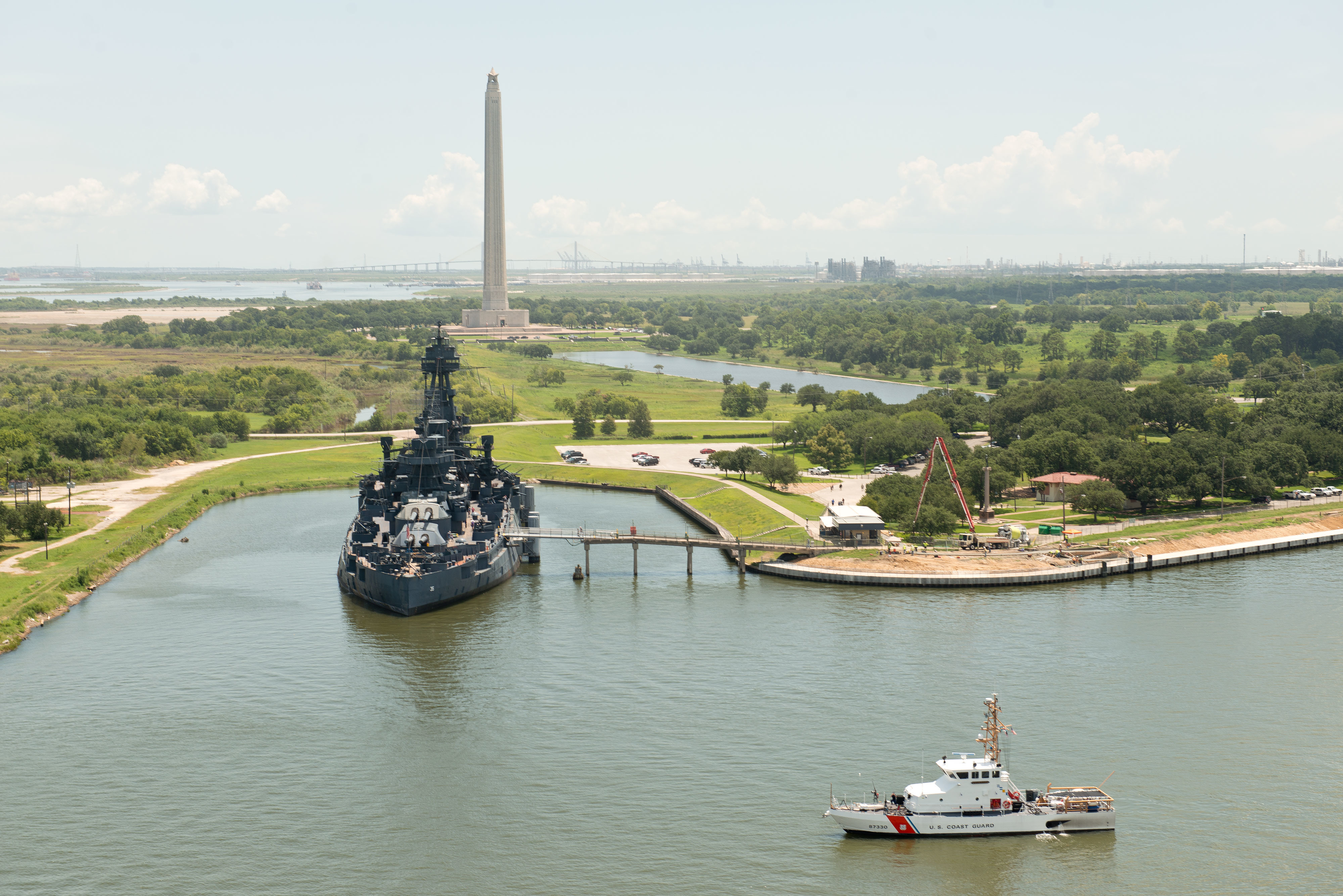
Vista de popa, año 2016
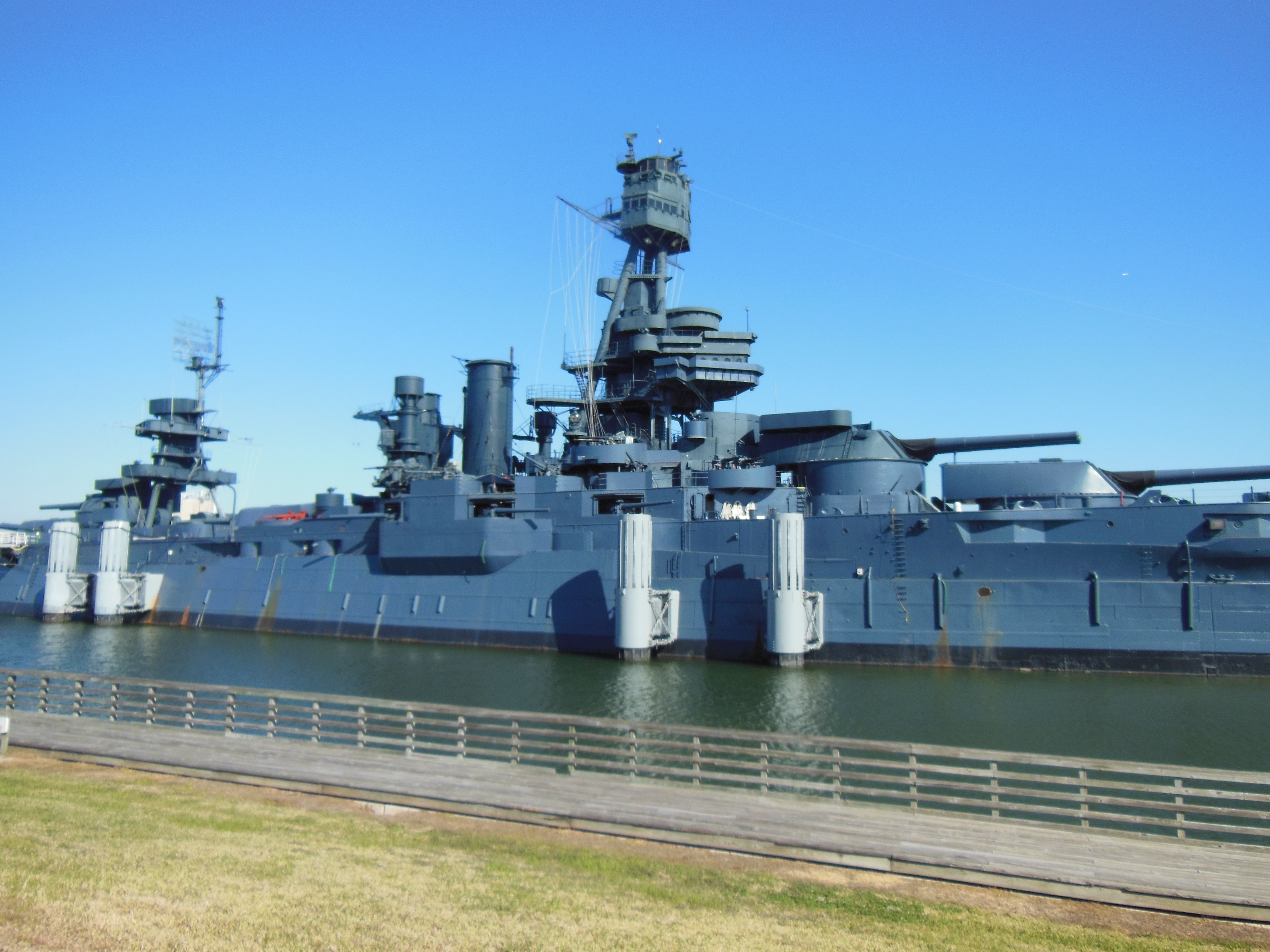
Vista de costado, año 2014